# Cada luz
«Cada luz» es una canción compuesta e interpretada por el músico argentino Luis Alberto Spinetta, e incluida en su álbum como solista Pelusón of milk, editado en 1991. 
La versión del álbum está interpretada exclusivamente por Spinetta, sin músicos invitados. Otra versión del tema fue interpretada por Spinetta en el célebre ciclo de recitales unplugged de la cadena MTV, incluido luego en el DVD Estrelicia MTV Unplugged.

## Contexto
Spinetta venía de dos álbumes de estudio premiados como los mejores del año (Téster de violencia en 1988 y Don Lucero en 1989), un buen álbum en vivo (Exactas, 1990), un álbum recopilatorio (Piel de piel, 1990) y una clínica musical titulada El sonido primordial (1990) que fue editada como libro. Luego de semejante actividad, a la que se sumó haber recibido un shock eléctrico en un recital, Spinetta se apartó relativamente de los músicos de su banda y se refugió en el espacio privado de su familia.
En 1991 desapareció la Unión Soviética y el mundo comenzaba a transitar los primeros años de la década del '90, caracterizada por una mayor valoración social de lo privado -incluyendo el proceso de privatizaciones-, la riqueza y la fama, impulsada por un gran desarrollo de los medios de comunicación. "Aún quedan mil muros de Berlín" cantaría ese año en «Pies de atril».
Argentina por su parte dejaba atrás dos dramáticos brotes hiperinflacionarios en 1989 y 1990, a la vez que se avecinaba un cambio de gobierno.

## El álbum
Luego de un álbum "para pensar" como Téster de violencia y un álbum "para sentir" como Don Lucero, Spinetta tomó distancia de su banda y de las apariciones públicas, para concentrarse en su vida familiar, a la espera del bebé que gestaba su esposa. Pelusón of milk es resultado de esa introspección, que recuerda otros álbumes creados en circunstancias similares, como Artaud y Kamikaze.

Está más ligado a mi vida que era "esperándola a Vera", porque eso es Pelusón of milk. Esos temas fueron hechos en mi casa, con el embarazo de la mamá, esperando a la beba... Muchos temas de Pelusón of milk están hechos de mí para mí. Es el intento de armar un enorme patio interior.
Luis Alberto Spinetta

El álbum fue grabado entre junio y septiembre de 1991, en el estudio que Spinetta había instalado dos años antes en su casa de la calle Elcano al 3200, en el barrio de Colegiales.

## El tema
El tema es el sépitimo track (primero del lado B) del álbum solista Pelusón of milk, un álbum introspectivo y centrado en lo familiar. La letra está relatada en segunda persona del singular y comienza mencionado la ausencia futura de la otra persona ("ya no estarás"; "ya no estaré"), para concluir con una de las ideas centrales de la canción ("sin embargo tus ojos dan al cielo"), completada con la necesidad del músico de "ver cada luz que provenga de ti".
El tema fue incluido en el set del recital unplugged de MTV, oportunidad en la que Spinetta dijo:

Se lo dedico a mi hija más pequeña, Vera Spinetta, de quien sigo esa luz infinita, sigo en sus ojos esa luz... y te encargo si me llegara la factura.
Luis Alberto Spinetta

Vera Spinetta había nacido ese año y tanto el álbum como el título Pelusón of milk giran alrededor de su nacimiento. "Ella es el pelusón", diría su hermana Catarina. De hecho toda la familia estuvo presente en el nacimiento de Vera, que nació de parto natural en la casa familiar y fue filmado por su hermano Dante.
La luz, los ojos y el cielo, aquí combinadas, son imágenes centrales de la poética spinetteana. En 1999 Spinetta grabaría el álbum Los ojos, que además incluye la una canción titulada «Vera», donde reitera imágenes similares:

Vera...
Solo veo luz
son tus ojos...
que me miran al fin
«Vera»